# Енчепінг
Енчепінг (швед. Enköping) — місто в Швеції, розташоване в лені Уппсала. Лежить на річці Енчепінгсо, що впадає в озеро Меларен. Відстань до Стокгольма 77 км, до Вестеросу - 30. Є адміністратінвим центром комуни Енчепінг.

## Історія

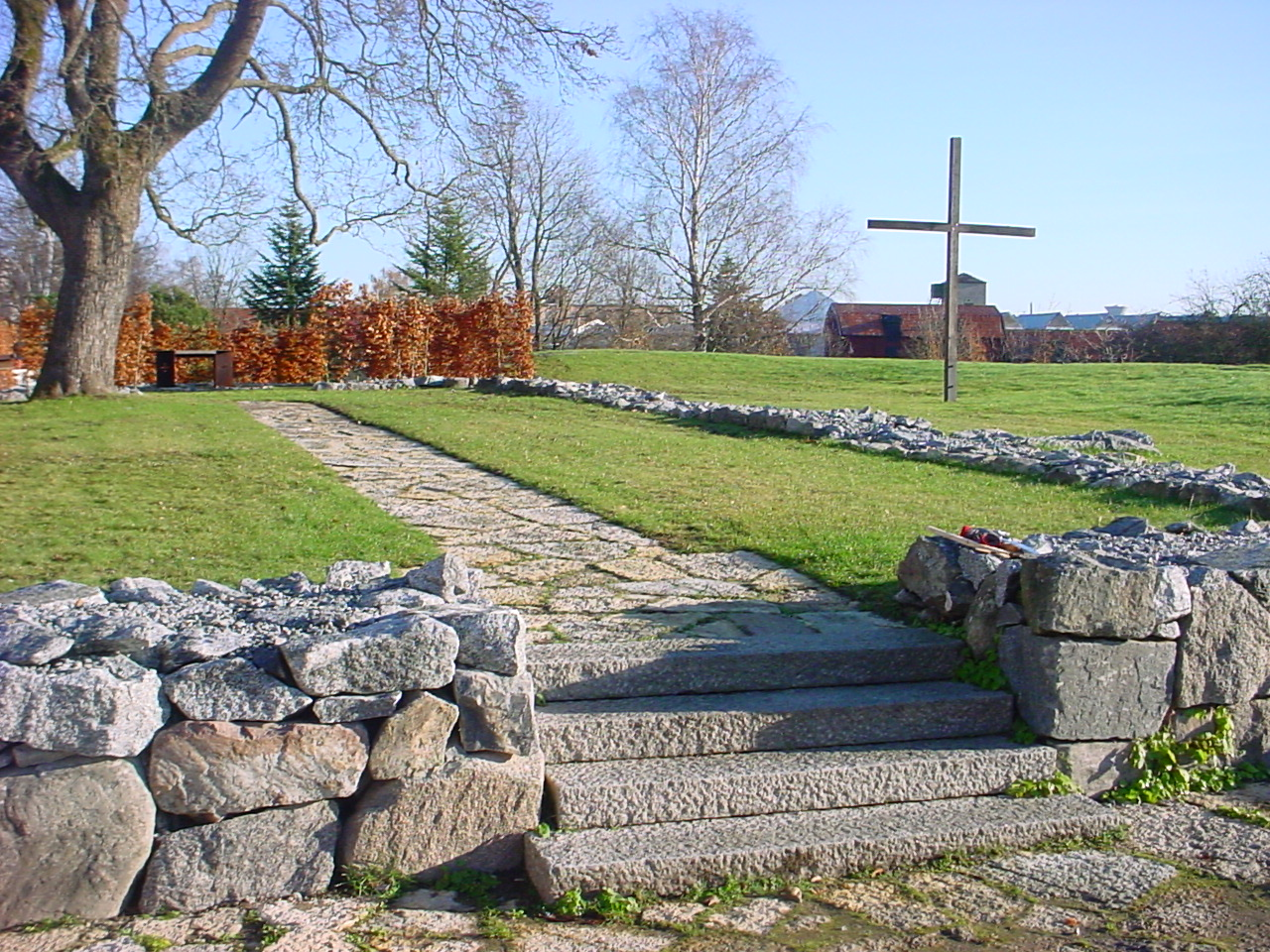
Руїни церкви францисканського монастиря

Енчепінг вперше згадується ще в середині XII століття, проте в якості міста він виступає лише з середини XIII.
У 1365 році поблизу Енчепінгу Альбрехт Мекленбузький переміг в битві свого скинутого дядька Магнуса IV Еріксона і його сина Гокана норвезького, після чого обидва вони відмовилися від домагань на шведський престол.
Своїм зростанням місто зобов'язане збільшенням обсягів видобутку руди в Центральній Швеції. Важливу політичну і економічну роль для міста грав ярмарок, який відкривався щорічно на двадцятий день після Різдва. В основі економічного життя Енчепінгу лежала торгівля залізом, проте вона відчувала жорстку конкуренцію з боку сусідніх більших міст Арбуга і Вестерос .
У XVIII столітті Енчепінг був аграрним торговим містечком, який орієнтувався на продовольчий ринок Стокгольма, на який він постачав зерно і коренеплоди. В цей час його населення становило трохи більше 1100 чоловік.
Відносно спокійний темп розвитку Енчепінгу як торгового міста в другій половині XIX століття прискорився, і в ньому з'явилося кілька нових галузей промисловості, у тому числі верстатобудівельна.

## Відомі особистості
В поселенні народилась:
- Елін Ланто (* 1984) — шведська співачка.

## Пам'ятки
У містечку Грілльбю, поблизу Енчепінгу, розташований заснований в 1988 році, перший в Швеції жіночий православний монастир на честь святої Філофеї.